# コエックス
コエックス（COEX、Convention & Exhibitionの略）は、ソウル特別市江南区にある大韓民国を代表する大型のコンベンション・センター。2000年秋にアジア欧州会合（ASEM）第三回首脳会合の会場になったことで、世界的に知名度が高まった。1979年開設。
2013年3月からはコエックスモールと全体の改修工事が行われている。

## 沿革
- 1979年 3月  韓国総合展示場（KOEX）開館
- 1998年 7月  COEX（Convention & Exhibition）に改名
- 2000年10月  アジア欧州会合（ASEM）第三回首脳会合を開催
- 2001年 9月  第36回 国際技能競技大会（技能五輪）を開催
- 2002年 6月  FIFAワールドカップ大会にて国際メディア・センターを運営
- 2004年      第8回国連環境計画（UNEP）特別総会を開催
- 2010年11月 G20首脳会合
- 2012年 3月 核セキュリティ・サミット
- 2022年8月8日 集中豪雨のため図書館が冠水[1]

## 施設
南側の本館、北側の新館からなる（二つの棟は完全に一体化していて、区別が難しい）。展示施設・会議施設は、それぞれの棟の1～4階。
総展示面積は3万6000m2であり韓国国内では、キンテックス（京畿道高陽市）、BEXCO（釜山広域市）に次ぐ第3位。

### 展示施設
4つの大ホールがある。
- 太平洋ホール (Pacific Hall)

本館1階に位置する。床面積は10,368平方メートル。4つの展示室（Hall 1,2,3,4）に分離して利用が可能。
- インド洋ホール (Indian Hall)

新館1階に位置する。床面積は8,010平方メートル。2つの展示室（Hall 9,10）に分離して利用が可能。
- 大西洋ホール (Atlantic Hall)

本館3階に位置する。床面積は10,368平方メートル。4つの展示室（Hall 5,6,7,8）に分離して利用が可能。
- コンベンションホール (Convention Hall)

新館3階に位置する。床面積は7,281平方メートル。2つの展示室（Hall 11,12）に分離して利用が可能。

### コンベンション施設
- グランド・ボールルーム (Grand Ballroom)

新館1階に位置する。床面積は1,817平方メートルで、約1,800人収容。
- アッセム・ホール (Assem Hall)

新館2階に位置する円卓会議場。床面積は428平方メートルで、約80人収容。16カ国同時通訳システム完備。
- アッセム・ホール会議室 (Assem Hall Meeting Room)

新館2階に位置する。4カ国同時通訳システム完備。
- オーディトリアム (Auditorium)

新館3階に位置する劇場式会議場。床面積は2,104平方メートルで、1,070席。12カ国同時通訳システム完備。
- オーディトリアム会議場 (Auditorium Meeting Room)

新館3、4階に位置する。四つの部屋を10の小部屋に分離できる。
- カンファレンス・センター (Conference Center)

本館3、4階に位置し、大小さまざまな30の会議室（150人規模の大会議室6室を含む）からなる。
- グランド・カンファレンス・ルーム (Grand Conference Room)

本館4階に位置する劇場型会議場。450席。
- ジャンボゴ・ホール (Jambogo Hall)

本館3階に位置する大ホール。床面積は1,639平方メートルで、1,500人収容。

## 交通アクセス

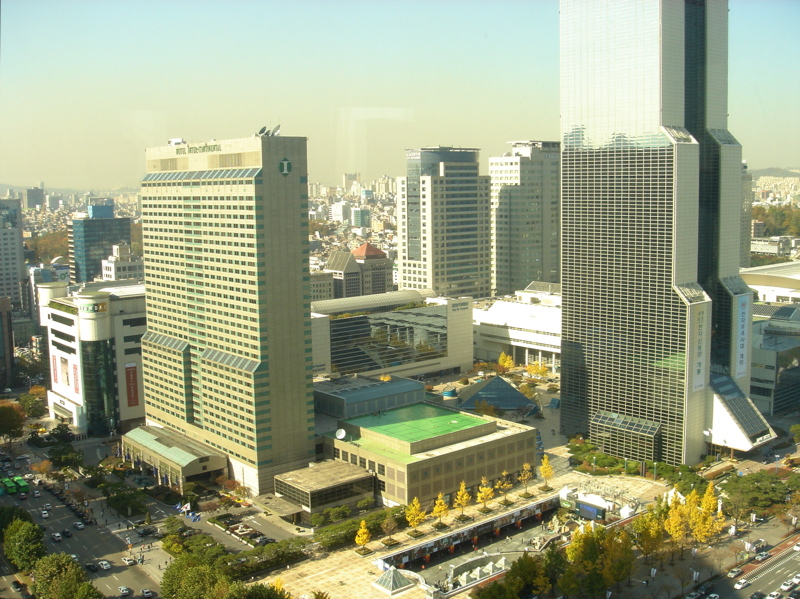
コエックス周辺のビル群

- 地下鉄：ソウル交通公社2号線 三成駅下車。5・6番出口からコエックスモール（地下1階）に入り、そのまま1階に上がる。
  - 2015年にソウル市メトロ9号線の奉恩寺駅が開業し、金浦空港駅から乗り換えなしでアクセスできるようになる。

- 空港：

仁川空港 - リムジンバス（空港乗り場：3B East、10B West、始発5:20、最終22:30、5-10分間隔で運行）
金浦空港 - リムジンバス（空港乗り場：国内線ターミナル3番、始発7:15、最終22:15）

## 周辺
貿易センタービル、インターコンチネンタルホテル、現代百貨店、都心空港ターミナルなどの主要施設と隣接している。さらには、床面積で韓国最大の大型ショッピングモール（コエックスモール・코엑스몰）とも地下で連絡しており、名実ともに韓国きっての商業文化複合施設である。